# English Collective of Prostitutes
English Collective of Prostitutes (ECP) är en lobbygrupp och intresseorganisation. Den arbetar för avkriminalisering av prostitution/sexarbete i England, sexarbetares rättigheter och erkännande, liksom ökad tillgång till ekonomiska alternativ till prostitution/sexarbete (för att minimera prostituering på grund av ekonomiskt tvång). 
Gruppen arbetar mot det sociala stigma som förknippas med prostitution samt mot den fattigdom som ibland är dess orsak. Den sprider information, hjälp och stöd till individuella prostituerade/sexarbetare samt till andra som är intresserade av sexarbetares mänskliga, medborgerliga, legala och ekonomiska rättigheter. 

## Historia och verksamhet

### Bakgrund
ECP bildades som del av den kraftigt politiserade rättighetsrörelse för prostituerade som växte fram i Europa i mitten av 1970-talet. Den franska ockupationen 1975 av Église Saint-Nizier i Lyon (se internationella sexarbetardagen) och det påföljande bildandet av det franska kollektivet av prostituerade gav inspiration till bildandet av en motsvarande organisation i England.
Organisationen grundades 1975, och dess första talesperson var Selma James.

### Nätverkande
ECP och US PROStitutes Collective (US PROS) är tillsammans del av det Internationella kollektivet av prostituterade, ett globalt nätverk av sexarbetare. ECP sägs arbeta tätt tillsammans med New Zealand Sex Workers' Collective, en organisation som stred för avkriminaliseringen 2003 av prostitution i Nya Zeeland. 2010 fann en regeringsledd uppföljning att den lagen inte lett till en ökning av antalet sexarbetare i Christchurch.
ECP initierade, under efterspelet till seriemorden i Ipswich 2006 av fem unga kvinnor, ett samarbete mellan olika organisationer för att avkriminalisera sexarbete och prioritera trygga arbetsvillkor. I detta samarbete deltar/deltog Royal College of Nursing (det brittiska vårdförbundet), Napo (brittisk fackförening för personal inom skyddstillsyn), drabbade familjer, organisationer som arbetar mot fattigdom, kyrkofolk, boende vid eller nära prostitutionsstråk, medicinska och rättsarbetande yrkespersoner, fängelsereformatörer, sexarbetare, organisationer som bekämpar våldtäkt och drogavvänjningsprogram.

### Kampanjer och positioner

#### Policing and Crime Act
2009 kampanjade ECP mot Policing and Crime Act 2009. Denna inkluderade ursprungligen förslag om att kriminaliserad alla som verkade inom sexbranschen, oavsett typ av inblandning – frivilligt eller genom tvång. Förslag fanns även om att försvåra för trygga arbetslokaler, beslagta pengar och tillgångar (även utan föregående domslut), utöka arresteringar gentemot gatuprostituerade, arrestera män utifrån "misstanke" samt fängsla sexarbetare som bröt mot obligatoriska återanpassningsdomar. ECP argumenterade för att dessa åtgärder skulle tvinga prostitutionen bort ur ljuset, utsätta sexarbetare för större faror samt förhindra dem att rapportera våld och nå hälsovård och liknande tjänster.

#### Människohandel
ECP menar att bristfällig akademisk forskning på felaktiga grunder har klassificerat majoriteten av sexarbetare som offer för människohandel.

#### Avkriminalisering
2015 organiserade ECP ett symposium i det brittiska underhuset, där de inför parlamentet presenterade argument för det lämpliga i att helt avkriminalisera sexarbete.

#### Universal Credit
ECP:s Laura Watson vittnade 2019 inför underhusets arbets- och pensionsutskott, där man undersökte länken mellan sexarbete och fattigdom som orsakats av introduceringen av Universell kredit. Hon uttryckte att förseningar i utbetalningar lett till "ökad nöd och hemlöshet" och att bidragssystemet lett till fler kvinnor som behövt ägna sig åt "överlevnadssex".

#### Covid-19-pandemin
Under inledningen av covid-19-pandemin varnade ECP-taleskvinnan Niki Adams våren 2020 om att vissa sexarbetare på grund av fattigdom fortsatte träffa kunder i den första nationella nedstängningen; detta utsatte dem själva och andra för ökad risk att bli smittade. Adams önskade istället brådskande kontantutbetalningar till behövande sexarbetare. På hösten samma år förnyade ECP sin begäran av akut pengastöd, som ett resultat av landets andra nationella nedstängning.
Under inledningen av landets tredje nationella nedstängning i januari 2021 rapporterade ECP ett ökat antal kvinnor som för första gången sökte sig till sexarbete på grund av ökad fattigdom.

#### Lokala frågor
ECP har varit engagerad i lokala kampanjer som syftat till att göra livet tryggare för prostituerade. Detta skedde mot bakgrund av incidenter som Ipswich-morden 2006, där alla mördade var prostituerade. Organisationen motsätter sig, sedan ett antal år tillbaka, de razzior som fokuserat på prostituerade i områdena runt Oxford Road i Reading.